# 1863

## أحداث
- تأسيس مدينة أومارورو [الإنجليزية] وتقع حاليا في ناميبيا.
- تأسيس مدينة ليميرا وتقع حاليا في البرازيل.
- تأسيس مدينة فيكتور هاربور وتقع حاليا في أستراليا.
- تأسيس مدينة أبوت آباد وتقع حاليا في باكستان.
- 30 أغسطس: تأسيس مدينة بيريرا وتقع حاليا في كولومبيا.
- 1 يناير - تحرير الزنوج من العبودية في الولايات المتحدة الأمريكية في عهد «أبراهام لينكون».
- 1 يناير - عيد الفلاح في جمهورية ميانمار.
- ابتداء حكم الخديوي إسماعيل لمصر
- تأسيس مدينة قلعة سكر وتقع حاليا في ذي قار

## مواليد
- أحمد فتحي زغلول
- أرثر هندرسون
- أوستن شامبرلين
- إبراهيم بن عبد اللطيف بن عبد الرحمن آل الشيخ
- إدفارت مونك
- إدوارد ديفيد
- بول باينلوف
- بيوتر بوروفسكي
- جميل صدقي الزهاوي
- خزعل الكعبي
- دي كوبيرتان
- ديفيد لويد جورج
- رينيه فيفياني
- علي أمين سيالة
- غاستون دومرغ
- فرانز فرديناند
- فيلهلم ماركس
- قاسم أمين
- قسطنطين ستانيسلافسكي
- لودفيج بورشاردت
- ليو بيكلاند
- مات ماككوين
- هنري فورد
- جورج سانتايانا
- عثمان زناتي

### مايو
- 30 مايو - حسن موسى خان، كاتب أسترالي.

### سبتمبر
- 6 سبتمبر - جيسي ويلكوكس سميث، رسامة توضيحية أمريكية.

## وفيات
- آوغست بير
- ديلاكروا
- صموئيل هيوستن
- فريدريش هيبل
- محمد سعيد باشا
- وليام ثاكيري
- يوهان كارل إرنفريد كيجل
- المفتي عبد الغني آل جميل، فقيه وعالِم وخطاط وشاعر وسياسي عراقي.